# Atilius (Dichter)
Atilius (auch Attilius und Atilius Comicus) war ein Dramatiker während der Zeit der Römischen Republik.
Seine genauen Lebensdaten sind unbekannt, doch wird er von Varro und Volcacius Sedigitus zusammen mit Dichtern der 1. Hälfte des 2. Jahrhunderts v. Chr. genannt. Namentlich bekannt sind von ihm zwei Stücke: eine Electra als Übersetzung der gleichnamigen Tragödie von Sophokles sowie eine Komödie mit dem Titel Misogynus, vielleicht in Anlehnung an den Misogynos des Menander. Hinzu kommen drei Fragmente, von den zwei in Varros De lingua Latina, eines bei Cicero überliefert sind.
Varro nennt ihn nach Trabea und vor Caecilius Statius als Beispiel eines Komödiendichters, der die Gefühlsregungen der Zuschauer (griechisch πάθη) besonders leicht zu erregen verstand. Volcacius Sedigitus weist ihm in seinem Kanon der Palliatendichter den fünften Platz zu, hinter Licinius Imbrex, aber vor Terenz.
Cicero hielt Atilius trotz mancher Schwächen für lesenswert, obgleich sein Stil hart und er nach Meinung des Porcius Licinius, des Autors eines literaturhistorischen Gedichtes aus der 2. Hälfte des 2. Jahrhunderts v. Chr., ein „eiserner Autor“ (ferreus scriptor) gewesen sei. Bei den Feierlichkeiten für Caesars Leichenbegängnis wurde aus seiner Electra ein Klagelied aufgeführt, was für eine überdauernde Bekanntheit spricht. Ob er mit dem Palliatendichter Aquilius gleichgesetzt werden muss, ist nicht zu entscheiden.